# Hans Nielsen
Hans Hollen Nielsen (ur. 26 grudnia 1959 w Brovst) – duński żużlowiec.

## Życiorys

### Kariera sportowa
Nielsen już jako chłopiec z uporem ćwiczył jazdę wyczynową i ślizg kontrolowany na pobliskiej żwirowni. Mając 13 lat rozpoczął starty w kategorii motocykli o pojemności 50 cm³. W rozgrywkach ligowych zadebiutował w wieku 16 lat w barwach III ligowego wówczas Brovst. W swym pierwszym starcie zdobył 10 punktów i na stałe zadomowił się w składzie.
Wkrótce, przy pomocy swego rodaka Finna Rune Jensena w 1977 znalazł się w klubie ówcześnie najsilniejszej z lig żużlowych, lidze brytyjskiej, w klubie Wolverhampton Wolves. Już w następnym sezonie był liderem tej drużyny, w której startował do roku 1980. W latach 1981–1983 bronił barw Birmingham Brummies. Ponieważ zespół nie miał zbyt wielkich szans w walce o mistrzostwo Anglii, Hans po raz kolejny zmienił barwy klubowe. Przeszedł do Oksfordu, z którym związał się na 9 lat. Wraz z zespołem trzykrotnie zdobył tytuł mistrza ligi brytyjskiej. Z tego właśnie okresu przylgnął do niego przydomek Profesor z Oksfordu. Kolejnym wyspiarskim klubem, który reprezentował było Coventry Bees. Przez wszystkie lata występów w Anglii należał do czołowych zawodników ligowych. W latach 1986, 1987 i 1990 wywalczył tytuł indywidualnego mistrza Ligi Brytyjskiej.
22-krotny mistrz świata na żużlu, w tym 4-krotny indywidualny, 11-krotny drużynowy, 7-krotny par. Pierwszy w historii zdobywca dwunastu medali IMŚ na żużlu.
Uważany był za mistrza „lotnych startów” oraz jeźdźca eleganckiego i ostrożnego. Jest legendą światowego żużla ostatniej dekady XX wieku. Jako pierwszy zawodnik zagraniczny ze światowej czołówki, w 1990 podpisał kontrakt w lidze polskiej, rozpoczynając napływ obcokrajowców do polskiej ligi. Zaczynał w lidze polskiej w Motorze Lublin, z którym zdobył wicemistrzostwo w lidze w roku 1991. W roku 1994 przeniósł się do Polonii Piła, z którą zdobył wiele medali w kategorii drużynowej (w tym złoty medal DMP w roku 1999). W październiku 1999 zakończył swą bogatą karierę i zorganizował turniej pożegnalny w Pile.

### Po zakończeniu kariery
W latach 2016–2022 był managerem reprezentacji Danii. We wrześniu 2023 został ogłoszony menadżerem klubu PKS Polonia Piła, jednakże funkcję zaczął pełnić od sezonu 2024.

### Życie prywatne
Brat Jensa Henry’ego Nielsena, również żużlowca. Poza nim ma jeszcze dwóch braci i trzy siostry.

## Przynależność klubowa
Dania
- Brovst S.C

Wielka Brytania
- Wolverhampton Wolves (1977–1980)
- Birmingham Brummies (1981–1983)
- Oxford Cheetahs (1984–1992)
- Coventry Bees (1993–1994)

Szwecja
- Vetlanda

Polska
- Motor Lublin (1990–1993)
- Polonia Piła (1994–1999)

Niemcy
- SC Neuenknick

## Starty w Grand Prix (Indywidualnych mistrzostwach świata na żużlu)

### Zwycięstwa w poszczególnych zawodachGrand Prix
| Nr | Dzień       | Rok  | Nazwa              | Miejscowość | Tor                  | Długość toru |
| -- | ----------- | ---- | ------------------ | ----------- | -------------------- | ------------ |
| 1. | 9 września  | 1995 | Grand Prix Danii   | Vojens      | Speedway Center      | 300m         |
| 2. | 1 czerwca   | 1996 | Grand Prix Włoch   | Lonigo      | Stadion Santa Marina | 334m         |
| 3. | 6 lipca     | 1996 | Grand Prix Niemiec | Pocking     | Rottalstadion        | 396m         |
| 4. | 6 lipca     | 1997 | Grand Prix Niemiec | Landshut    | Stadion Ellermühle   | 390m         |
| 5. | 19 lipca    | 1998 | Grand Prix Danii   | Vojens      | Speedway Center      | 300m         |
| 6. | 28 sierpnia | 1999 | Grand Prix Polski  | Bydgoszcz   | Stadion Polonii      | 348m         |

### Miejsca na podium w poszczególnych zawodachGrand Prix
| Nr  | Dzień       | Rok  | Nazwa                        | Miejscowość     | Tor                  | Miejsce | Punkty | Biegi         | Zwycięzca        |
| --- | ----------- | ---- | ---------------------------- | --------------- | -------------------- | ------- | ------ | ------------- | ---------------- |
| 1.  | 20 maja     | 1995 | Grand Prix Polski            | Wrocław         | Stadion Olimpijski   | 2       | 18     | (2,3,3,3,3,2) | Tomasz Gollob    |
| 2.  | 17 czerwca  | 1995 | Grand Prix Austrii           | Wiener Neustadt | ÖAMTC Zweigverein    | 3       | 17     | (3,3,3,2,3,1) | Billy Hamill     |
| 3.  | 8 lipca     | 1995 | Grand Prix Niemiec           | Abensberg       | Motorstadion         | 2       | 18     | (3,3,3,3,3,2) | Tommy Knudsen    |
| 4.  | 9 września  | 1995 | Grand Prix Danii             | Vojens          | Speedway Center      | 1       | 20     | (1,1,3,2,3,3) | –                |
| 5.  | 18 maja     | 1996 | Grand Prix Polski            | Wrocław         | Stadion Olimpijski   | 3       | 18     | (3,1,3,2,2,1) | Tommy Knudsen    |
| 6.  | 1 czerwca   | 1996 | Grand Prix Włoch             | Lonigo          | Stadion Santa Marina | 1       | 25     | (2,2,3,1,3,3) | –                |
| 7.  | 6 lipca     | 1996 | Grand Prix Niemiec           | Pocking         | Rottalstadion        | 1       | 25     | (3,3,3,3,2,3) | –                |
| 8.  | 31 sierpnia | 1996 | Grand Prix Wielkiej Brytanii | Londyn          | Hackney Stadium      | 2       | 20     | (3,1,3,2,3,2) | Jason Crump      |
| 9.  | 6 lipca     | 1997 | Grand Prix Niemiec           | Landshut        | Stadion Ellermühle   | 1       | 25     | (3,3,3,3,d,3) | –                |
| 10. | 19 lipca    | 1998 | Grand Prix Danii             | Vojens          | Speedway Center      | 1       | 25     | (2,3,2,3)     | –                |
| 11. | 28 sierpnia | 1999 | Grand Prix Polski            | Bydgoszcz       | Stadion Polonii      | 1       | 25     | (3,3,3,3)     | –                |
| 12. | 25 września | 1999 | Grand Prix Danii             | Vojens          | Speedway Center      | 3       | 18     | (2,0,3,3,1)   | Tony Rickardsson |

### Punkty w poszczególnych zawodachGrand Prix
| Sezon 1995          |                              |                        |                                 |                               |                               |         |         |         |         |         |         |         |         |         |         |         |         |         |         |         |         |         |         |         |         |        |        |        |        |        |        |        |        |        |        |        |        |        |        |        |        |        |        |        |        |        |        |
| GP Polski – Wrocław | GP Austrii – Wiener Neustadt | GP Niemiec – Abensberg | GP Szwecji – Linköping          | GP Danii – Vojens             | GP Wielkiej Brytanii – Londyn | miejsce | miejsce | miejsce | miejsce | miejsce | miejsce | miejsce | miejsce | miejsce | miejsce | miejsce | miejsce | miejsce | miejsce | miejsce | miejsce | miejsce | miejsce | miejsce | miejsce | punkty | punkty | punkty | punkty | punkty | punkty | punkty | punkty | punkty | punkty | punkty | punkty | punkty | punkty | punkty | punkty | punkty | punkty | punkty | punkty | punkty | punkty |
| 18                  | 17                           | 18                     | 16                              | 20                            | 14                            |         |         |         |         |         |         |         |         |         |         |         |         |         |         |         |         |         |         |         |         | 103    | 103    | 103    | 103    | 103    | 103    | 103    | 103    | 103    | 103    | 103    | 103    | 103    | 103    | 103    | 103    | 103    | 103    | 103    | 103    | 103    | 103    |
| Sezon 1996          |                              |                        |                                 |                               |                               |         |         |         |         |         |         |         |         |         |         |         |         |         |         |         |         |         |         |         |         |        |        |        |        |        |        |        |        |        |        |        |        |        |        |        |        |        |        |        |        |        |        |
| GP Polski – Wrocław | GP Włoch – Lonigo            | GP Niemiec – Pocking   | GP Szwecji – Linköping          | GP Wielkiej Brytanii – Londyn | GP Danii – Vojens             | miejsce | miejsce | miejsce | miejsce | miejsce | miejsce | miejsce | miejsce | miejsce | miejsce | miejsce | miejsce | miejsce | miejsce | miejsce | miejsce | miejsce | miejsce | miejsce | miejsce | punkty | punkty | punkty | punkty | punkty | punkty | punkty | punkty | punkty | punkty | punkty | punkty | punkty | punkty | punkty | punkty | punkty | punkty | punkty | punkty | punkty | punkty |
| 18                  | 25                           | 25                     | 9                               | 20                            | 14                            |         |         |         |         |         |         |         |         |         |         |         |         |         |         |         |         |         |         |         |         | 111    | 111    | 111    | 111    | 111    | 111    | 111    | 111    | 111    | 111    | 111    | 111    | 111    | 111    | 111    | 111    | 111    | 111    | 111    | 111    | 111    | 111    |
| Sezon 1997          |                              |                        |                                 |                               |                               |         |         |         |         |         |         |         |         |         |         |         |         |         |         |         |         |         |         |         |         |        |        |        |        |        |        |        |        |        |        |        |        |        |        |        |        |        |        |        |        |        |        |
| GP Czech – Praga    | GP Szwecji – Linköping       | GP Niemiec – Landshut  | GP Wielkiej Brytanii – Bradford | GP Polski – Wrocław           | GP Danii – Vojens             | miejsce | miejsce | miejsce | miejsce | miejsce | miejsce | miejsce | miejsce | miejsce | miejsce | miejsce | miejsce | miejsce | miejsce | miejsce | miejsce | miejsce | miejsce | miejsce | miejsce | punkty | punkty | punkty | punkty | punkty | punkty | punkty | punkty | punkty | punkty | punkty | punkty | punkty | punkty | punkty | punkty | punkty | punkty | punkty | punkty | punkty | punkty |
| 8                   | 16                           | 25                     | 7                               | 7                             | 12                            | 7       | 7       | 7       | 7       | 7       | 7       | 7       | 7       | 7       | 7       | 7       | 7       | 7       | 7       | 7       | 7       | 7       | 7       | 7       | 7       | 75     | 75     | 75     | 75     | 75     | 75     | 75     | 75     | 75     | 75     | 75     | 75     | 75     | 75     | 75     | 75     | 75     | 75     | 75     | 75     | 75     | 75     |
| Sezon 1998          |                              |                        |                                 |                               |                               |         |         |         |         |         |         |         |         |         |         |         |         |         |         |         |         |         |         |         |         |        |        |        |        |        |        |        |        |        |        |        |        |        |        |        |        |        |        |        |        |        |        |
| GP Czech – Praga    | GP Niemiec – Pocking         | GP Danii – Vojens      | GP Wielkiej Brytanii – Coventry | GP Szwecji – Linköping        | GP Polski – Bydgoszcz         | miejsce | miejsce | miejsce | miejsce | miejsce | miejsce | miejsce | miejsce | miejsce | miejsce | miejsce | miejsce | miejsce | miejsce | miejsce | miejsce | miejsce | miejsce | miejsce | miejsce | punkty | punkty | punkty | punkty | punkty | punkty | punkty | punkty | punkty | punkty | punkty | punkty | punkty | punkty | punkty | punkty | punkty | punkty | punkty | punkty | punkty | punkty |
| 8                   | 12                           | 25                     | 7                               | 8                             | 16                            | 4       | 4       | 4       | 4       | 4       | 4       | 4       | 4       | 4       | 4       | 4       | 4       | 4       | 4       | 4       | 4       | 4       | 4       | 4       | 4       | 76     | 76     | 76     | 76     | 76     | 76     | 76     | 76     | 76     | 76     | 76     | 76     | 76     | 76     | 76     | 76     | 76     | 76     | 76     | 76     | 76     | 76     |
| Sezon 1999          |                              |                        |                                 |                               |                               |         |         |         |         |         |         |         |         |         |         |         |         |         |         |         |         |         |         |         |         |        |        |        |        |        |        |        |        |        |        |        |        |        |        |        |        |        |        |        |        |        |        |
| GP Czech – Praga    | GP Szwecji – Linköping       | GP Polski – Wrocław    | GP Wielkiej Brytanii – Coventry | GP Polski – Bydgoszcz         | GP Danii – Vojens             | miejsce | miejsce | miejsce | miejsce | miejsce | miejsce | miejsce | miejsce | miejsce | miejsce | miejsce | miejsce | miejsce | miejsce | miejsce | miejsce | miejsce | miejsce | miejsce | miejsce | punkty | punkty | punkty | punkty | punkty | punkty | punkty | punkty | punkty | punkty | punkty | punkty | punkty | punkty | punkty | punkty | punkty | punkty | punkty | punkty | punkty | punkty |
| 6                   | 1                            | 10                     | 16                              | 25                            | 18                            |         |         |         |         |         |         |         |         |         |         |         |         |         |         |         |         |         |         |         |         | 76     | 76     | 76     | 76     | 76     | 76     | 76     | 76     | 76     | 76     | 76     | 76     | 76     | 76     | 76     | 76     | 76     | 76     | 76     | 76     | 76     | 76     |

| Statystyki        | Statystyki |
| ----------------- | ---------- |
| Starty            | 30         |
| Zwycięstwa        | 6          |
| Miejsca na podium | 12         |
| Finalista         | 16         |
| Punkty            | 441        |

## Osiągnięcia
- Indywidualne mistrzostwa świata
  - 1980 –  Göteborg – 11. miejsce – 7 pkt → wyniki
  - 1981 –  Londyn – 9. miejsce – 6 pkt → wyniki
  - 1982 –  Los Angeles – 7. miejsce – 8 pkt → wyniki
  - 1983 –  Norden – 7. miejsce – 9 pkt → wyniki
  - 1984 –  Göteborg – 2. miejsce – 13+3 pkt → wyniki
  - 1985 –  Bradford – 2. miejsce – 13+2 pkt → wyniki
  - 1986 –  Chorzów – 1. miejsce – 14 pkt → wyniki
  - 1987 –  Amsterdam – 1. miejsce – 27 pkt → wyniki
  - 1988 –  Vojens – 2. miejsce – 14+2 pkt → wyniki
  - 1989 –  Monachium – 1. miejsce – 15 pkt → wyniki
  - 1990 –  Bradford – 4. miejsce – 11 pkt → wyniki
  - 1991 –  Göteborg – 3. miejsce – 11+3 pkt → wyniki
  - 1993 –  Pocking – 2. miejsce 11+3 pkt → wyniki
  - 1994 –  Vojens – 2. miejsce 12+2 pkt → wyniki
  - 1995 – 1. miejsce – 103 pkt → wyniki
  - 1996 – 2. miejsce – 111 pkt → wyniki
  - 1997 – 7. miejsce – 75 pkt → wyniki
  - 1998 – 4. miejsce – 76 pkt → wyniki
  - 1999 – 3. miejsce – 76 pkt → wyniki

- Indywidualne mistrzostwa świata juniorów
  - 1977 –  Vojens – 5. miejsce – 6 pkt → wyniki
  - 1978 –  Lonigo – 6. miejsce – 10 pkt → wyniki

- Mistrzostwa świata par
  - 1979 –  Vojens – 1. miejsce → wyniki
  - 1980 –  Krsko – 3. miejsce → wyniki
  - 1981 –  Chorzów – 5. miejsce → wyniki
  - 1982 –  Liverpool – 3. miejsce → wyniki
  - 1983 –  Göteborg – 3. miejsce → wyniki
  - 1984 –  Lonigo – 2. miejsce → wyniki
  - 1986 –  Pocking – 1. miejsce → wyniki
  - 1987 –  Pardubice – 1. miejsce → wyniki
  - 1988 –  Bradford – 1. miejsce → wyniki
  - 1989 –  Leszno – 1. miejsce → wyniki
  - 1990 –  Landshut – 1. miejsce → wyniki
  - 1991 –  Poznań – 1. miejsce → wyniki
  - 1992 –  Lonigo – 5. miejsce → wyniki
  - 1993 –  Vojens – 3. miejsce → wyniki

- Drużynowe mistrzostwa świata
  - 1978 –  Landshut – 1. miejsce → wyniki
  - 1979 –  Londyn – 2. miejsce → wyniki
  - 1981 –  Olching – 1. miejsce → wyniki
  - 1982 –  Londyn – 2. miejsce → wyniki
  - 1983 –  Vojens – 1. miejsce → wyniki
  - 1984 –  Leszno – 1. miejsce → wyniki
  - 1985 –  Long Beach – 1. miejsce → wyniki
  - 1986 –  Vetlanda,  Vojens,  Bradford – 1. miejsce → wyniki
  - 1987 –  Fredericia,  Coventry,  Praga – 1. miejsce → wyniki
  - 1988 –  Long Beach – 1. miejsce → wyniki
  - 1989 –  Bradford – 2. miejsce → wyniki
  - 1990 –  Pardubice – 3. miejsce → wyniki
  - 1991 –  Vojens – 1. miejsce → wyniki
  - 1992 –  Kumla – 4. miejsce → wyniki
  - 1993 –  Coventry – 2. miejsce → wyniki
  - 1994 –  Brokstedt – 3. miejsce → wyniki
  - 1995 –  Bydgoszcz – 1. miejsce → wyniki
  - 1997 –  Piła – 1. miejsce → wyniki
  - 1998 –  Vojens – 3. miejsce → wyniki

- Indywidualne mistrzostwa Danii
  - 1977 – brak danych-miasto – 3. miejsce → wyniki
  - 1978 – brak danych-miasto – 1. miejsce → wyniki
  - 1979 – brak danych-miasto – 3. miejsce – 13 pkt → wyniki
  - 1980 – Fjelsted – 4. miejsce – 11 pkt → wyniki
  - 1981 – Vojens – 2. miejsce – 14 pkt → wyniki
  - 1982 – brak danych-miasto – 1. miejsce → wyniki
  - 1983 – Selskov – 2. miejsce – 14 pkt → wyniki
  - 1984 – Brovst – 3. miejsce – 12 pkt → wyniki
  - 1985 – Fredericia – 2. miejsce – 13 pkt → wyniki
  - 1986 – Randers – 2. miejsce – 12+3 pkt → wyniki
  - 1987 – brak danych-miasto – 1. miejsce → wyniki
  - 1988 – Brovst – 4. miejsce – 11+2 pkt → wyniki
  - 1989 – Slangerup – 2. miejsce – 13 pkt → wyniki
  - 1990 – Outrup – 1. miejsce – 14 pkt → wyniki
  - 1991 – Fredericia – 7. miejsce – 8 pkt → wyniki
  - 1993 – Randers, Fjelsted – 1. miejsce – 28 pkt – odbywały się 2 turnieje finałowe → wyniki
  - 1994 – Holstebro, Randers – 1. miejsce – 24 pkt – odbywały się 2 turnieje finałowe → wyniki
  - 1997 – Holsted – 3. miejsce – 12 pkt → wyniki
  - 1998 – Outrup – 3. miejsce – 11 pkt → wyniki
  - 1999 – Munkebro – 7. miejsce – 9 pkt → wyniki

- Młodzieżowe indywidualne mistrzostwa Danii
  - 1976 – 1. miejsce

### Drużynowe Mistrzostwa Polski - Sezon Zasadniczy Najwyższej Klasy Rozgrywkowej[5]
| Sezon | Klub                 | . miejsce | Liga   | Średnia/bg | Średnia/mc | Pkt      | Bonusy | Razem    | Komplety        | Biegi | Mecze |
| ----- | -------------------- | --------- | ------ | ---------- | ---------- | -------- | ------ | -------- | --------------- | ----- | ----- |
| 1990  | Motor Lublin         | 5         | 1 Liga | 2,800      | 13,667     | 41 (46)  | 1      | 42 (50)  | 1 – (1 pł.)     | 15    | 3     |
| 1991  | Motor Lublin         |           | 1 Liga | 2,917 (1)  | 15,444 (1) | 139 (5)  | 1      | 140 (7)  | 6 (1) – (1 pł.) | 48    | 9     |
| 1992  | Motor Lublin         | 5         | 1 Liga | 2,800 (1)  | 14,000 (1) | 154 (11) | 0      | 154 (14) | 5               | 55    | 11    |
| 1993  | Motor Lublin         | 5         | 1 Liga | 2,898 (1)  | 15,556 (1) | 140 (20) | 2      | 142 (22) | 6 – (2 pł.)     | 49    | 9     |
| 1995  | Polonia Piła         | 4         | 1 Liga | 2,772 (1)  | 14,333 (1) | 215 (3)  | 4      | 219 (3)  | 7               | 79    | 15    |
| 1996  | Polonia Philips Piła |           | 1 Liga | 2,764 (1)  | 13,857 (3) | 194 (3)  | 5      | 199 (6)  | 7 (1) – (3 pł.) | 72    | 14    |
| 1997  | Polonia Philips Piła |           | 1 Liga | 2,608 (2)  | 13,533 (1) | 203 (4)  | 3      | 206 (7)  | 5               | 79    | 15    |
| 1998  | Polonia Piła         |           | 1 Liga | 2,470 (4)  | 12,000 (5) | 156 (13) | 7      | 163 (14) | 2 – (1 pł.)     | 66    | 13    |
| 1999  | Ludwik Polonia Piła  |           | 1 Liga | 2,323 (6)  | 11,167 (6) | 201 (3)  | 15     | 216 (3)  | 4 – (3 pł.)     | 93    | 18    |

W nawiasie. miejsce w danej kategorii (śr/m oraz śr/b - przy założeniu, że zawodnik odjechał minimum 50% spotkań w danym sezonie)
Podsumowanie
| Sezony | Średnia/bg | Średnia/mc | Pkt      | Bonusy  | Razem    | Komplety          | Biegi    | Mecze    |
| ------ | ---------- | ---------- | -------- | ------- | -------- | ----------------- | -------- | -------- |
| 9 (17) | 2,664 (1)  | 13,486 (1) | 1443 (9) | 38 (33) | 1481 (9) | 43 (1) – (11 pł.) | 556 (10) | 107 (13) |

W nawiasie miejsce w danej kategorii biorąc pod uwagę tylko zawodników zagranicznych (śr/m oraz śr/b - przy założeniu, że zawodnik odjechał minimum 25 spotkań)

### Inne
| Osiągnięcia: | Osiągnięcia: | 2 zwycięstwa (1992), (1997) | 2 zwycięstwa (1992), (1997) | 2 zwycięstwa (1992), (1997) | 2 zwycięstwa (1992), (1997) |
| Sezon        | Miasto       | Msc                         | Pkt                         | Biegi                       | Kluby                       |
| 1992         | Gorzów Wlkp. | 1                           | 14                          | (3,3,2,3,3)                 | Lublin                      |
| 1993         | Gorzów Wlkp. | 5                           | 10                          | (3,3,3,w,1)                 | Lublin                      |
| 1997         | Gorzów Wlkp. | 1                           | 15                          | (3,3,3,3,3)                 | Piła                        |
| 1998         | Gorzów Wlkp. | 5                           | 11                          | (2,3,1,3,2)                 | Piła                        |
| 1999         | Gorzów Wlkp. | 3                           | 12+1                        | (2,1,3,3,3) +1              | Piła                        |

## Uhonorowania
- Tytuł Honorowego Obywatela Piły – 2018[6].